# Kishida Kunio

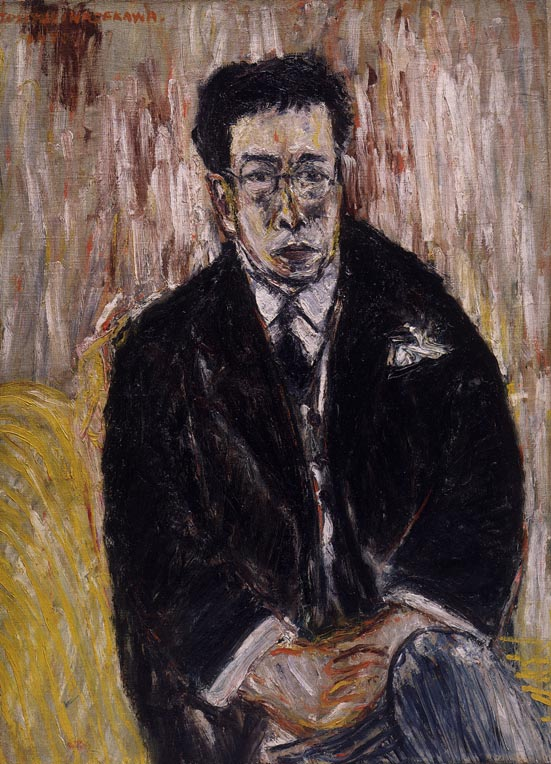
Kishida-Portrait
(Hasegawa Toshiyuki)

Kishida Kunio (japanisch 岸田 國士; * 2. November 1890 in Tokio; † 5. März 1954) war ein japanischer Schriftsteller, Literaturkritiker, Übersetzer und Dramatiker und als solcher ein Wegbereiter des westeuropäischen Dramas in Japan. Seine ältere Schwester ist ebenfalls Schriftstellerin und die Ehefrau des Übersetzers Ken Nobuhara. Seine älteste Tochter Kishida Eriko ist Kinderbuchautorin und Dichterin, seine jüngere Tochter die Schauspielerin Kishida Kyōko.

## Leben
Er wurde als ältester Sohn des aus der Präfektur Wakayama stammenden Soldaten Kishida Shōzō in Tokio geboren. Er besuchte die Militärakademie und wurde als Leutnant des Heeres dem 48. Infanterieregiment in Kurume zugeteilt. Sein Interesse an Literatur führte dazu, dass Kishida mit 28 Jahren die Armee verließ, vom Vater enterbt wurde und an der Universität Tokio französische Literatur und modernes Drama studierte. 1919 reiste er über Französisch-Indochina nach Frankreich, studierte 1921–22 bei Jacques Copeau und ging im Théâtre du Vieux-Colombier ein und aus. Nach seiner Rückkehr nach Japan 1923, ein Jahr nachdem sein Vater verstorben war, veröffentlichte er eine Anzahl von Dramen, darunter Altes Spielzeug (古い玩具, Furui omocha; 1924), Herbst in Tirol (チロルの秋, Chiroru no Aki; 1924), Papier-Luftschiff (紙風船, Kami Fūsen; 1925), Ochiba Nikki (落葉日記, Herbstlaub-Tagebuch; 1927), Jahr und Tag (歳月; Saigetsu; 1939) und Der bedeutendste Kastanienbaum des Dorfes (村の一番の栗の木, Mura no ichiban no kuri no ki; 1941). Er übersetzte zudem verschiedene Werke von Jules Renard ins Japanische.
1932 unterrichtete er an der neu gegründeten Meiji-Universität in Tokio Literatur. 1935 entstand sein bedeutendstes Stück Die zwei Töchter der Familie Sawa (沢氏の二人娘, Sawa-shi no futari musume). 1937 gründete er mit Shishi Bunroku und Kubota Mantarō die Theatergruppe Bungaku-za (文学座). Über zwei Reisen (1937 im Auftrag der Literaturzeitschrift Bungei Shunjū und 1938 im Auftrag der Regierung) an die Schauplätze des Japanisch-Chinesischen Krieges reflektierte er in dem Buch Jūgun gojūnichi.
Kishida erlitt 1954 während einer Probe zu einer Inszenierung des Maxim-Gorki-Stücks Nachtasyl (どん底, Donzoko) einen Schlaganfall, an dem er einen Tag später im Krankenhaus verstarb. Nach ihm wurde der Kishida Kunio gikyokushō, einer der renommiertesten Theaterpreise Japans, benannt.